# それぞれに
『それぞれに』は、日本の歌手、中孝介の通算1枚目のシングル。2006年3月1日発売。

## 収録曲
| 1 | それぞれに                | 作詞・作曲：江崎とし子 編曲：羽毛田丈史 J-WAVE『Jam the WORLD』エンディングテーマ | 4:58 |
| 2 | 白と黒の間に              | 作詞：小林夏海 作曲：白瀧じゅん                                                   | 3:04 |
| 3 | 道                        | 作詞：いしわたり淳治 作曲：光浦篤 編曲：藤本和則                                  | 5:21 |
| 4 | 街                        | 作詞・作曲：岸田繁                                                                | 4:22 |
| 5 | それぞれに (instrumental) |                                                                                   | 4:58 |

## カバー
それぞれに
- アンディ・ラウ「紅顔自閉」（2006年 / 香港 / 広東語）
- 蔡淳佳 (ジョイ・ツァイ)「隱形紀念」（2009年 / シンガポール / 北京語）

| スタブアイコン | サブスタブ | この項目は、まだ閲覧者の調べものの参照としては役立たない、シングルに関連した書きかけの項目です。この項目を加筆・訂正などしてくださる協力者を求めています（P:音楽/PJ:楽曲）。 |